# Liss-Stråsan
Liss-Stråsan är en sjö i Falu kommun i Dalarna och ingår i Gavleåns huvudavrinningsområde. Sjön är 6 meter djup, har en yta på 0,196 kvadratkilometer och befinner sig 339,2 meter över havet. Sjön avvattnas av vattendraget Saxtjärnsbäcken. Vid provfiske har abborre och mört fångats i sjön.

## Delavrinningsområde
Liss-Stråsan ingår i det delavrinningsområde (675611-151047) som SMHI kallar för Mynnar i Hyn. Medelhöjden är 389 meter över havet och ytan är 6,12 kvadratkilometer. Det finns inga avrinningsområden uppströms utan avrinningsområdet är högsta punkten. Saxtjärnsbäcken som avvattnar avrinningsområdet har biflödesordning 2, vilket innebär att vattnet flödar genom totalt 2 vattendrag innan det når havet efter 124 kilometer. Avrinningsområdet består mestadels av skog (82 procent). Avrinningsområdet har 0,2 kvadratkilometer vattenytor vilket ger det en sjöprocent på 3,2 procent.